# たかしよいち
たかし よいち（高士 与市、1928年11月10日 - 2018年1月7日）は、日本の児童文学作家。鹿児島女子短期大学名誉教授、久留米信愛女学院短期大学教授･図書館長。

## 来歴
熊本県熊本市出身。東洋語学専門学校（現在の熊本学園大学）中国語科卒業。熊本大学図書館司書を経て、教科書会社校正員、児童雑誌編集者を勤めた。
1962年『狩人タロの冒険』を処女出版。1965年『埋もれた日本』で第5回日本児童文学者協会賞、1977年『竜のいる島』で国際アンデルセン賞優良作品賞およびサンケイ児童出版文化賞、2008年『天狗』で赤い鳥文学賞受賞。考古学、古生物学などに基づく児童向け図書を数多く刊行し、児童文学に新たな分野を開いた。絵本、日本神話の再話、原作漫画も数多く手がけた。
椋鳩十に師事し、椋作品に関する研究書なども書いている。椋鳩十の人と文学を研究した『椋鳩十の世界』(理論社）がある。1978年、椋の後任として鹿児島女子短期大学教授を務め、1989年より久留米信愛女学院短期大学教授を務めた。1992年、西日本文化賞を受賞。
2018年1月7日、誤嚥性肺炎のため福岡市の病院で死去。89歳没。

## 著書

### 1960年代
- 『狩人タロの冒険』高士登絵 理論社 1962年
- 『シュリーマン』三十書房 1964年
- 『埋もれた日本 考古学へのみちびき』高士与市 牧書店 1964
- 『キバの王者』理論社 1965年 のちフォア文庫
- 『黄金のきば』講談社 1966年
- 『古代発掘物語全集』全7巻 国土社 1967-1968年
- 『おんぼろヨットのぼうけん』理論社 1967年
- 『恐竜のなぞをとく』岩崎書店 1967年
- 『きょうりゅうのせかい』偕成社 1968年
- 『おおむかしのいきもの』学習研究社 1969年
- 『恐竜』国土社(なぞの古代生物) 1969
- 『マンモス』国土社(なぞの古代生物) 1969
- 『ミイラ発見ものがたり その秘密となぞにいどむ学者』偕成社 1969
- 『きょうりゅうのおやこ』岩崎書店 1969

### 1970年代
- 『化石動物のなぞ』千代田書房 1970
- 『大むかしのせかい』偕成社 1970
- 『人類の祖先』国土社（なぞの古代生物）1970
- 『日本発掘物語全集』全15巻 国土社 1970-1985
- 『しらぬい』岩崎書店 1970
- 『マンモスの悲劇 わたしが歩いたマンモスの道』大日本図書 1970 のちフォア文庫
- 『大ツノシカ・ビーブ』あすなろ書房 1970
- 『きたぐにのサル』童心社 1971
- 『三びきと一わのぼうけん』岩崎書店 1971
- 『にんげんのそせん』偕成社 1971
- 『まぼろしの怪獣 デスモスチルス発見物語』偕成社 1971
- 『前世紀の怪魚』国土社（なぞの古代生物）1971
- 『化石魚シーラカンス』国土社（なぞの古代生物）1971
- 『海竜・翼竜』国土社(なぞの古代生物) 1971
- 『怪獣バルキテリウム』国土社（なぞの古代生物）1971
- 『がわっぱ かっぱものがたり』岩崎書店 1971
- 『ほらふきてんぐ』岩崎書店 1972
- 『まんもすぷう』岩崎書店 1972
- 『竜神』講談社 1972
- 『日本人のなぞをさぐる』少年少女講談社文庫 1973
- 『三つの海峡 日本人の来た道』河出書房新社 1973 「日本人の来た道」偕成社文庫
- 『大昔をさぐる 考古学入門』（小学館入門百科シリーズ）小学館 1974
- 『きょうりゅうをたおせ』文研出版 1974
- 『なぞの怪獣・珍獣を追え』（ジュニアチャンピオンコース）学習研究社 1974
- 『ミイラ なぞをさぐる』ユニコン出版 1974
- 『天平のにせ金つくり』国土社 1974
- 『鬼と三きょうだい』国土社 1974
- 『手ながの目』丸木位里、丸木俊絵 岩崎書店 1974
- 『さいごの恐竜』偕成社 1974
- 『きょうりゅうのはかば』理論社 1975 のちフォア文庫
- 『天をかける白馬』偕成社 1975 のち文庫
- 『ぼくとたまご』岩崎書店 1975
- 『やまわろとてんぐどん』あかね書房（新作絵本日本の民話）1975
- 『鬼がら』岩崎書店 1975
- 『くびながりゅうをさがせ』理論社 1976 のちフォア文庫
- 『きえたかいじゅうたち』理論社 1976 のちフォア文庫
- 『ほらあなのげんしじん』理論社 1976 のちフォア文庫
- 『こおりづけのマンモス』理論社 1976 のちフォア文庫
- 『ほらあなのたんけん ラスコーのどうくつ発見ものがたり』岩崎書店 1976
- 『女王ヒミコのなぞ わたしが歩いたヤマタイ国への道』大日本図書 1976 のちてのり文庫
- 『竜のいる島』アリス館牧新社 1976 のち講談社文庫
- 『おおむかしのかりうど 縄文時代のくらし』岩崎書店 1977
- 『ぷかぷかとうのぼうけん』あかね書房 1977
- 『化石動物をさぐる』岩崎書店 1977
- 『恐竜探検』学習研究社 1977
- 『クレタ島のひみつ』偕成社 1978
- 『ぽけっとこびと』教学研究社 1978
- 『登呂むらの一年 弥生時代の農業』岩崎書店 1979 「登呂遺跡のなぞ」国土社てのり文庫
- 『目ん玉どろぼう』岩崎書店 1979
- 『おばけのどんぶら』岩崎書店 1979
- 『河童九千坊』西日本図書館コンサルタント協会（九州かっぱシリーズ）1979
- 『げんこつどろぼう』岩崎書店 1979
- 『ネッシーちゃんはおともだち』小学館 1979

### 1980年代
- 『森のパプティ』岩崎書店 1980
- 『ねむりんぼじまのおおおとこ』岩崎書店 1980
- 『そらとぶガムガム』大日本図書 1981
- 『しゃっくりどろぼう』岩崎書店 1981
- 『椋鳩十の世界』理論社 1982
- 『太陽と黄金とジャングル マヤ、インカ紀行』あかね書房（あかね紀行文学）1982
- 『へそどろぼう』岩崎書店 1983
- 『かいじゅうドッコイ』ひくまの出版 1983
- ドッコイのなんでもできるよ ひくまの出版

『ドッコイのゆかいなケーキやさん』1984
『ドッコイのびっくりロボットやさん』1985
『ドッコイのそれいけがんばれロケット』1985
- 『かいじゅうメガネサウルス』ひくまの出版 1985
- 『少年王ツタンカーメン わたしが歩いた古代エジプトへの道』大日本図書 1986
- 『ジャングルにのこるみやこ』理論社（とおい昔の謎をとく）1987
- 『さばくにねむるミイラ』理論社（とおい昔の謎をとく）1987
- 『日本人はどこからきたか』理論社 1987 のちフォア文庫
- 『椋鳩十の世界』理論社 1988[4]
- 『うちゅうからきたタマゴ』教育画劇 1988
- 『迷宮の島 怪物ミノタウロスのなぞ』あすなろ書房 1988
- 『岩宿遺跡のなぞ』国土社（てのり文庫）1988
- おはなしなぞとき恐竜の世界 国土社

『がんばれ!恐竜アパトサウルス』1989
『たたかえ!恐竜イノストランケビア』1989
『それいけ!恐竜メガロサウルス』1989
『まけるな!恐竜ステゴサウルス』1989
『石あたま!恐竜パキケファロサウルス』1989
『あぶない!恐竜パラサウロロフス』1990
『はばたけ!恐竜プテラノドン』1990
『すすめっ!恐竜アンキロサウルス』1990
『つよいぞ!恐竜フタバスズキリュウ』1990
- 『七人のゆかいな大どろぼう』スズキコージ絵 理論社 1989 のちフォア文庫
- 『北の逃亡者 中国人強制労働の悲劇』理論社 1989
- 『椋文学の軌跡』理論社 1989
- 『やったね!恐竜ドロミケイオミムス』国土社（おはなしなぞとき恐竜の世界）1989

### 1990年代
- 『タロス惑星のかいじゅうたち』ひくまの出版 1990
- 『恐竜なんでも事典』国土社（てのり文庫）1990
- 『七人のおかしな妖怪たち』理論社 1990
- 『墓どろぼうの話』国土社（てのり文庫）1990
- 『吉野ケ里・首なし人骨のなぞ』理論社 1990 のちフォア文庫
- 『マンモスの狩人』国土社（てのり文庫)1991
- 『うぐいすのいちもんせん』佼成出版社（民話こころのふるさとシリーズ）1993
- 『日本原人がやってきた』国土社（世界むかしむかし探検）1993
- 『ミイラはよんでいる』国土社（世界むかしむかし探検）1994
- 『死の都ポンペイ』国土社（世界むかしむかし探検）1994
- 『消えた北京原人のなぞ』国土社（世界むかしむかし探検）1994
- 『吉野ケ里にヒミコはいたか』国土社（世界むかしむかし探検）1995
- 『ふしぎなおしゃべり自転車』岩崎書店 1995
- 『インカのミイラは黄金を見たか』国土社（世界むかしむかし探検）1996
- 『七人の大昔の幽霊』理論社（七人の七不思議シリーズ）1996
- 『七人の宇宙から来たナナホシ星人』理論社（七人の七不思議シリーズ）1998
- 『椋文学の散歩道』理論社 1998

### 2000年代
- 『妖怪伝』ポプラ社

巻の1、河童 2006
巻の2、天狗 2007
巻の3、鬼 2007
- よみがえる化石恐竜たち 打道宗廣絵 絵本塾出版

『掘り出された恐竜大化石』 2013
『眠りからさめた大恐竜』2013
『氷づけのマンモス大発見』2014
『怪じゅうたちの大絶滅』2014
『原始人のくらしに大接近』2014
- ナゾとき大きょうりゅう 小泉澄夫絵 絵本塾出版 2013

『きょうりゅうが走る』
『空とぶきょうりゅう』
『きょうりゅうも病気になる』
『にん者きょうりゅう』
- 『ふしぎなたまご』岡山伸也絵 絵本塾出版 2014
- 新版なぞとき恐竜大行進 中山けーしょー絵 理論社

『ティラノサウルス 史上最強!恐竜の王者』2015
『アロサウルス あばれんぼうの大型肉食獣』2015
『マイアサウラ 子育てをした草食竜』2015
『マメンチサウルス 中国にいた最大級の草食竜』2015
『フクイリュウ 福井で発見された草食竜』2015
『メガロサウルス 世界で初めて見つかった肉食獣』2016
『アルゼンチノサウルス これが超巨大竜だ!』2016
『オルニトミムス ダチョウの足をもつ羽毛恐竜』2017

### 共著
- 『恐竜のひみつ』小畠郁生共著 至誠堂 1967年
- 『日本原人のなぞ』芹沢長介共著 至誠堂（日本の国ができるまで）1968
- 『象の来た道』藪内正幸共著 牧書店 1970 「ナウマン象を掘る」偕成社文庫（単著）
- 『童心賛歌 たかしよいち聞書』佐藤倫子著 西日本新聞社 1995